# Notiosorex
A Notiosorex az emlősök (Mammalia) osztályának Eulipotyphla rendjébe, ezen belül a cickányfélék (Soricidae) családjába és a vörösfogú cickányok (Soricinae) alcsaládjába tartozó nem.

## Előfordulásuk
A legtöbb Notiosorex-faj előfordulási területe Észak-Amerika délnyugati sivatagos részei, azonban a Notiosorex villai elkülönülve, Mexikó keleti részén található meg.

## Rendszerezés
A nembe az alábbi 4 élő faj tartozik:
- Notiosorex cockrumi Baker, O'Neill & McAliley, 2003
- sivatagi cickány (Notiosorex crawfordi) (Coues, 1877) - típusfaj
- Notiosorex evotis (Coues, 1877)
- Notiosorex villai Carraway & Timm, 2000